# Joël Stein

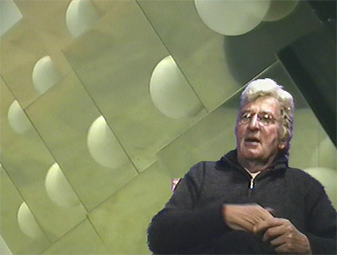
Joël Stein

Joël Stein (* 25. Mai 1926 in Saint-Martin-Boulogne, Frankreich; † Juli 2012) war ein französischer Maler, Grafiker und Kinetischer Künstler und Vertreter der Op-Art. Er gehörte neben Julio Le Parc, François Morellet, Horacio Garcia Rossi, Francisco Sobrino und Yvaral im Jahr 1960 zu den Mitbegründern der Künstlergruppe Groupe de Recherche d’Art Visuel (GRAV). Stein lebte und arbeitete in Paris.

## Leben und Werk
Joël Stein begann 1946 das Studium an der École des Beaux-Arts in Paris und besuchte die Werkstatt von Fernand Léger. Bereits 1956 plante er die ersten künstlerischen Tabellen auf den geometrischen Grundlagen der Mathematik. Er entwickelte ab 1958 die Idee des Labyrinths, noch zweidimensional. Im Jahr 1959 gestaltet er die ersten Reliefs. Als Licht- und Objektkünstler beginnt er mit Gleichgesinnten in der Groupe de Recherche d’Art Visuel zu arbeiten. Er arbeitete stark mit an der visuellen Aktivierung des Zuschauers.
1962 untersuchte er die chromatische Polarisierung des Lichts, und gestaltet seine ersten Polascopes-Boxen. Joël Stein arbeitete mit drehenden Scheiben, Triaden, Kaleidoskopen, und ersten Labyrinth ab 1963. Er erzeugt Kompositionen mit Spiegeln, die kurzlebige und instabile Bewegungen und Strukturen erzeugen. Angeregt durch die Möglichkeiten neuer Technologien, arbeitet Joël Stein ab 1968 mit Lasern und der Wirkung von Farben.

## Wichtige Ausstellungen (Auswahl)
Joël Stein nahm als Teil der Groupe de Recherche d’Art Visuel und später auch als Einzelkünstler an zahlreichen Einzel- und Gruppenausstellungen weltweit teil. Dazu gehörte unter anderem 1964 die Teilnahme an der documenta III in Kassel in der Abteilung Licht und Bewegung.
Einzelausstellungen in den letzten Jahren waren (unter anderem):
- 2000: „Le labyrinthe“, Musée de Cholet, „L'art cinétique“ Musée de Cambrai
- 2001: „Art cinétique“ Galeria Niccoli, Parma, Centre Atlantico de Arte Moderno, Las Palmas, „Denise René, l'intrépide“ Centre Pompidou, Paris ; „Confrontation Nouvelle Tendance“ Poreč, Kroatien
- 2002: „22 of the futur“, Musée d’Art Contemporain, Zagreb, Kroatien,
- 2003: „In materiale“ Galerie Arte Struktura, Mailand, „Le GRAV“ Galerie Lelia Mordoch , „Il GRAV – La complessità come sperimentazione“ Galerie Valmore, Vicenza, „6-1=6“ Hommage du GRAV à Yvaral, Tafani, Maison-Alfort, Frankreich
- 2005: MiArt, Mailand : Galerie Lelia Mordoch, Galerie Valmore, Vincenza, „L'œil moteur“, Straßburg, „22 of the future“, Museum Stuka , „22 of the Future“, Dobes Museum, Bratislava, Slowakei
- 2006: „Op Art“ Joyce, Paris , „Black & light“ Galerie Denise René espace Marais, Paris
- 2007: „L'Utopie cinétique – 1955/1975“ Centre culturel „Sa Mostra“, Palma, Neue Trends, konkret kunst museum, Ingolstadt